# Mètode científic (Star Trek: Voyager)
"Mètode científic" (títol original en anglès "Scientific Method") és el setè episodi de la quarta temporada, i el 75è del total de la sèrie de televisió de ciència-ficció estatunidenca Star Trek: Voyager. El guió fou escrit per Sherry Klein i Harry 'Doc' Kloor, i fou dirigit per David Livingston. Fou emès a la televisió el 29 d'octubre de 1997 a la cadena UPN.
Ambientada al segle XXIV, la sèrie segueix les aventures de la tripulació de la Flota Estel·lar i els Maquis de la nau estel·lar USS Voyager després de quedar encallats al Quadrant Delta a desenes de milers d’anys llum de distància de la resta de la Federació. Al final de la tercera temporada, la tripulació de la Voyager entra en conflicte amb els Borg, una força alienígena que captura membres d'altres espècies i els "assimila" a la seva ment col·lectiva cibernètica. En aquest episodi un grup d'extraterrestres camuflats realitzen experiments científics amb la tripulació de la Voyager, i observant els efectes que tenen en els diversos membres de la tripulació. L'episodi explora això des d'una perspectiva externa i veu els esdeveniments d'una manera similar als experiments mèdics que els humans realitzen amb rates de laboratori o altres animals. Mentrestant, Tom i B'Elanna han començat una relació romàntica.

## Argument
La tripulació de la Voyager observa que Tom Paris i B'Elanna Torres s'han involucrat íntimament, mentre que altres membres de la tripulació informen de petites malalties al Doctor, com ara la Capitana Janeway, que ha estat patint un mal de cap insuportable. Inicialment, la tripulació atribueix aquests problemes als efectes dels púlsars, i continuen semblant benignes.
En qüestió d'hores, Chakotay envelleix diverses dècades, perd els cabells i es queda cec. Neelix té taques al cos i emet una olor estranya. El Doctor i Torres descobreixen que tots dos han tingut el seu ADN estimulat per una força externa i descobreixen una escriptura alienígena impresa als seus nucleòtids com un codi de barres. Tanmateix, abans que puguin fer més proves, Torres pateix una convulsió i entra en aturada respiratòria, i el programa del Doctor es tanca.
Set de Nou rep una transmissió codificada del Doctor i es troba amb ell en una holocoberta. El Doctor explica que una entitat està etiquetant l'ADN de la tripulació per forçar aquestes mutacions, i que l'entitat pot silenciar aquells que s'acosten a la veritat. Ajusta els escàners òptics de Set per detectar fora del rang visual normal. Set comença a fer les seves rutines normals i veu diversos extraterrestres, mai vistos abans, observant molts dels tripulants equipats amb dispositius estranys. Set intenta alertar Janeway sense despertar sospites, però dos extraterrestres observen la resposta de Janeway a la privació de son utilitzant agulles clavades al seu crani. Set va d'encobert a Enginyeria per organitzar una descàrrega d'energia que el Doctor creu que desactivarà les empremtes d'ADN. Tuvok detecta la manipulació de Set i li ordena que cessi i desisteixi, atraient l'atenció dels observadors extraterrestres propers. Sense cap altra opció, Set utilitza un faser per interrompre la tecnologia de camuflatge de l'alienígena més proper, fent-la visible i capturant-la.
Janeway aborda l'alienígena sobre el que han estat fent. L'alienígena respon cruelment que els seus experiments són per a la investigació mèdica i que podrien ser beneficiosos per a tothom a la galàxia. Fins i tot estableix paral·lelismes amb la investigació realitzada per humans en rosegadors i primats vius. A canvi del seu "servei", la investigadora principal accepta compartir qualsevol dada que recopili. Prenent la posició preferida dels Borg, però, la investigadora afirma arrogantment que realment no hi ha res que la tripulació pugui fer, ja que els investigadors han après prou sobre la Voyager per frustrar qualsevol intent d'aturar-los. De tornada al pont, un timoner mor com a resultat dels experiments. Enfurismada i lleugerament inestable, Janeway pren el timó i posa la "Voyager" en un curs entre els components d'un púlsar binari a tota velocitat. L'alienígena principal no aconsegueix recuperar el control del timó i amenaça de matar la tripulació. Janeway explica que està duent a terme un experiment propi per veure si el casc de la Voyager s'esquerdarà si vola entre els dos púlsars. Convida els extraterrestres a quedar-se i observar, ja que hi ha una petita possibilitat que no tots morin. Els extraterrestres decideixen marxar i es teletransporten a dues naus camuflades aparcades al casc de la nau. Ambdues naus es desprenen, però només una sobreviu a les forces gravitacionals. La "Voyager" sobreviu amb prou feines al seu viatge entre les dues estrelles. El Doctor es recupera i ajuda a eliminar els diversos dispositius i empremtes d'ADN, tornant la tripulació afectada a la normalitat. Paris i Torres consideren la possibilitat que les seves hormones s'hagin alterat per augmentar la seva atracció mútua, però continuen la seva relació tot i així.

## Actors convidats
- Rosemary Forsyth - Alzen
- Annette Helde - Takar

## Recepció
El 2021, SyFy va dir que aquest episodi tenia una trama interessant, i les escenes amb Tom i B'Elanna eren "adorables", aprofitant la seva nova relació.
El 2020, Tor.com li va donar un 8 sobre 10 i va ser molt positiu sobre les actuacions del repartiment principal, i va considerar que l'episodi era "bastant impressionant" amb una bona història i direcció.

## Llançaments
El 2017, la sèrie de televisió completa Star Trek: Voyager es va publicar en una caixa recopilatòria de DVD amb característiques especials.